# Campionato croato di rugby a 15
La 1. liga è la maggior competizione nazionale di rugby a 15 maschile in Croazia gestita dalla HRS.
Il campionato è fondato nel 1992 e prevede 5 partecipanti.

## Albo d'oro
| Stagione                          | Vincitore         | 2º posto          |
| --------------------------------- | ----------------- | ----------------- |
| 1981 *Campionato della RS Croazia | Nada              | Lokomotiva        |
| 1992                              | Nada              | Lokomotiva        |
| 1992-1993                         | Nada              | Zagabria          |
| 1993-1994                         | Zagabria          | Nada              |
| 1994-1995                         | Nada              | Jadran-HRM Split  |
| 1995-1996                         | Nada              | Makarska Rivijera |
| 1996-1997                         | Nada              | Makarska Rivijera |
| 1997-1998                         | Makarska Rivijera | Nada              |
| 1998-1999                         | Nada              | Makarska Rivijera |
| 1999-2000                         | Nada              | Makarska Rivijera |
| 2000-2001                         | Zagabria          | Nada              |
| 2001-2002                         | Makarska Rivijera | Nada              |
| 2002-2003                         | Nada              | Zagabria          |
| 2003-2004                         | Nada              | Zagabria          |
| 2004-2005                         | Nada              | Zagabria          |
| 2005-2006                         | Nada              | Makarska Rivijera |
| 2006-2007                         | Nada              | Makarska Rivijera |
| 2007-2008                         | Nada              | Zagabria          |
| 2008-2009                         | Nada              |                   |
| 2009-2010                         | Nada              | Makarska Rivijera |
| 2010-2011                         | Nada              | Zagabria          |
| 2011-2012                         | Nada              |                   |
| 2012-2013                         | Nada              | Zagabria          |
| 2013-2014                         | Nada              |                   |
| 2014-2015                         | Nada              |                   |
| 2015-2016                         | Nada              | Mladost           |
| 2016-2017                         | Nada              | Mladost           |
| 2017-2018                         | Nada              | Mladost           |
| 2018-2019                         | Nada              | Mladost           |
| 2019-2020                         | Mladost           | Nada              |
| 2020-2021                         | Nada              | Mladost           |
| 2021-2022                         | Nada              | Mladost           |
| 2022-2023                         | Sinj              | Mladost           |
| 2023-2024                         | Mladost           | Sinj              |
| 2024-2025                         | Sinj              | Nada              |

## Vittorie per squadra
| Squadra           | Titoli | Anni |
| ----------------- | ------ | --- |
| Nada              | 27     | 1981*, 1991-92, 1992-93, 1994-95, 1995-96, 1996-97, 1998-99, 1999-00, 2002-03, 2003-04, 2004-05, 2005-06, 2006-07, 2007-08, 2008-09, 2009-10, 2010-11, 2011-12, 2012-13, 2013-14, 2014-15, 2015-16, 2016-17, 2017-18, 2018-19, 2020-21, 2021-22 |
| Makarska Rivijera | 2      | 1997-98, 2001-02 |
| Zagabria          | 2      | 1993-94, 2000-01 |
| Mladost           | 2      | 2019-20, 2023-24 |
| Sinj              | 2      | 2022-23, 2024-25 |